# 6948 Gounelle
A 6948 Gounelle (ideiglenes jelöléssel 1981 ET22) a Naprendszer kisbolygóövében található aszteroida. Schelte J. Bus fedezte fel 1981. március 2-án.